# Skivbutik

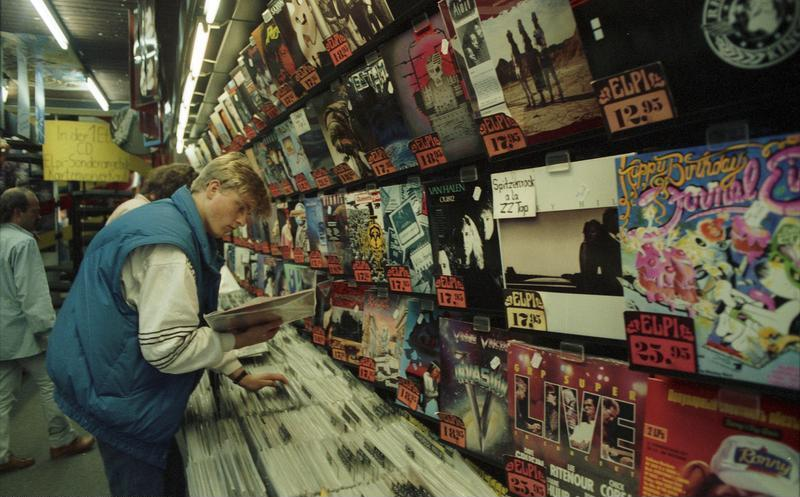
Skivbutik i Bonn 1988.

I en skivbutik eller skivaffär säljer skivhandlare musikskivor av olika slag, såsom CD-skivor, LP-skivor, stenkakor med mera. Det förekommer även att skivor köps in eller byts över disk. Man säljer ofta även saker relaterade till artister och filmer, så kallad merchandise.